# Telmatactis castanea
Telmatactis castanea is een zeeanemonensoort uit de familie Isophelliidae.
Telmatactis castanea is voor het eerst wetenschappelijk beschreven door Bourne in 1918.